# Eleutherococcus nikaianus
Eleutherococcus nikaianus är en araliaväxtart som först beskrevs av Gen'ichi Koidzumi och Takenoshin Nakai, och fick sitt nu gällande namn av Hiroyoshi Ohashi. Eleutherococcus nikaianus ingår i släktet Eleutherococcus och familjen Araliaceae. Inga underarter finns listade.